# Barbora Seemanová
Barbora Seemanová (ur. 1 kwietnia 2000 w Pradze) – czeska pływaczka specjalizująca się w stylu dowolnym, trzykrotna mistrzyni Europy.

## Kariera
W 2016 roku podczas igrzysk olimpijskich w Rio de Janeiro na dystansie 200 m stylem dowolnym zajęła 31. miejsce z czasem 2:00,26.
Trzy lata później na mistrzostwach świata w Gwangju w tej samej konkurencji była dziewiąta (1:57,16). Na dwukrotnie dłuższym dystansie z czasem 4:09,73 zajęła 13. miejsce.
Podczas mistrzostw Europy w Budapeszcie w 2021 roku zwyciężyła na 200 m stylem dowolnym i z czasem 1:56,27 ustanowiła nowy rekord Czech.